# Vertrag von Andelot
Der Vertrag von Andelot von 587 war eine Übereinkunft zwischen den Königen zweier Teilreiche des merowingischen Frankenreiches, Austrasien und Orléans (Burgund). Er regelte die Aufteilung früher strittiger Gebiete zwischen den beiden Reichen und die Nachfolge für den Fall, dass beim Tod eines Königs kein mündiger Sohn als Erbe vorhanden war.
Da König Guntram I., der das merowingische Teilreich von Orléans (Burgund) regierte, ohne Erben war – seine vier Söhne waren bereits gestorben –, musste er eine auswärtige Regelung für seine Nachfolge finden. Er hatte bereits 577 seinen Neffen Childebert II., den damals noch unmündigen Herrscher des Teilreichs Austrasien, dessen Vater 575 ermordet worden war, als künftigen Erben adoptiert. 585, als Childebert mit fünfzehn Jahren mündig wurde, hatte er das Bündnis mit Austrasien und die Erbregelung in einer neuen Vereinbarung bekräftigt.

Das Frankenreich im frühen Mittelalter

587 war es in Austrasien zu einer ausgedehnten Verschwörung von Großen gekommen, die darauf abzielte, Childebert zu ermorden und dann seine beiden Söhne, die noch Kleinkinder waren, formal zu Königen einzusetzen; dann hätten die Verschwörer faktisch die Macht übernommen. Die Aufdeckung der Verschwörung zeigte, wie gefährdet die Stellung des jugendlichen Königs war. 
Im Teilreich Neustrien war nach der Ermordung des dortigen Merowingerkönigs Chilperich I. 584 dessen Sohn Chlothar II., der ebenfalls noch ein Kleinkind war, Nachfolger geworden. Diese Entwicklungen zeigten, dass der Fortbestand der Merowingerherrschaft im Frankenreich bedroht war. Um dieser Gefahr entgegenzuwirken, schloss Guntram am 28. November 587 mit Childebert und dessen Mutter, der Königin Brunichild, in Andelot-Blancheville bei Langres einen Vertrag.
Darin wurde vereinbart, dass im Falle von Childeberts Tod Guntram dessen Söhne unter seinen Schutz nehmen und deren Erbrecht sichern würde; Guntram verzichtete für diesen Fall auf einen Erbanspruch, den er als Onkel Childeberts geltend machen könnte. Im Fall von Guntrams Tod sollte Childebert dessen Reich erben. Ein Erbanspruch Chlothars II., der ebenfalls ein Neffe Guntrams war, sollte also ausgeschlossen werden.
Auf Grund des Übereinkommens erbte nach Guntrams Tod (28. März 592) Childebert II. das Reich Burgund; am 29. März 592 trat er dort die Herrschaft an.
Den Text des Abkommens überliefert der Geschichtsschreiber Gregor von Tours.